# Petra Peceková
Petra Peceková (* 11. května 1982) je česká karatistka, trenérka a bývalá reprezentantka. Mistryně Evropy a České republiky, akademická mistryně světa i Evropy a vítězka 1. Mezinárodních olympijských her bojových sportů v Severní Koreji (2004).